# Ole-Kristian Tollefsen
Ole-Kristian Tollefsen, född 29 mars 1984 i Oslo, är en norsk professionell före detta ishockeyback. Den 30 januari 2018 meddelande han att hans hockeykarriär är över, efter att han fått en hjärnskakning på en träning i Februari 2017.

## Karriär
Ole-Kristian Tollefsen är född i Oslo, Norge och har Nes IK som moderklubb. Han spelade juniorhockey i Lillehammer IK och representerade Norges U-18 och U-20 lag vid internationella turneringar. Tollefsen blev draftad 2002 av Columbus Blue Jackets. Han flyttade över till Nordamerika inför säsongen 2002/2003 och spelade inledningsvis för Brandon Wheat Kings i WHL. 2004/2005 spelade han AHL hockey med Syracuse Crunch. Påföljande säsong fick han spela fem mather för NHL-laget Columbus Blue Jackets. 2009 valde Tollefsen att skriva på för Philadelphia Flyers som free agent. Han spelade sammanlagt 163 NHL-matcher med Columbus Blue Jackets och Philadelphia Flyers.
Inför säsongen 2010/2011 skrev han på ett kontrakt med MoDo Hockey i svenska SHL. 2012 blev han köpt av Färjestad BK och skrev på ett kontrakt som gällde i 3 år efter att hans kontrakt med Modo Hockey gick ut. Han är till spelstilen en defensiv back som ofta drar på sig utvisningar och matchstraff. I november 2014 blev han avstängd från spel i SHL under fem matcher, varav två matcher omvandlades till böter, efter att han hotat en linjedomare. I januari 2015 staffades han med fyra matchers avstängning av disciplinnämnden efter en tackling på Linköpings spelare Fredric Andersson.
21 februari 2015 förlängde han sitt kontrakt med Färjestad 2+1 år. Säsongen 2016/2017 spelade han endast 40 matcher och missade slutspelet till följd av en hjärnskakning.

## Statistik

### Klubbkarriär
| 2002–03    | Brandon Wheat Kings   | WHL        | 43  | 6  | 14 | 20 | 73  | 17 | 0 | 2 | 2 | 38 |
| 2003–04    | Brandon Wheat Kings   | WHL        | 53  | 3  | 27 | 30 | 94  | 11 | 0 | 4 | 4 | 15 |
| 2004–05    | Syracuse Crunch       | AHL        | 64  | 0  | 3  | 3  | 115 | —  | — | — | — | —  |
| 2004–05    | Dayton Bombers        | ECHL       | 2   | 0  | 0  | 0  | 0   | —  | — | — | — | —  |
| 2005–06    | Syracuse Crunch       | AHL        | 58  | 2  | 16 | 18 | 155 | 1  | 0 | 0 | 0 | 6  |
| 2005–06    | Columbus Blue Jackets | NHL        | 5   | 0  | 0  | 0  | 2   | —  | — | — | — | —  |
| 2006–07    | Columbus Blue Jackets | NHL        | 70  | 2  | 3  | 5  | 123 | —  | — | — | — | —  |
| 2007–08    | Columbus Blue Jackets | NHL        | 51  | 2  | 2  | 4  | 111 | —  | — | — | — | —  |
| 2008–09    | Columbus Blue Jackets | NHL        | 19  | 0  | 1  | 1  | 37  | —  | — | — | — | —  |
| 2009–10    | Philadelphia Flyers   | NHL        | 18  | 0  | 2  | 2  | 23  | —  | — | — | — | —  |
| 2009–10    | Grand Rapids Griffins | AHL        | 16  | 1  | 0  | 1  | 44  | —  | — | — | — | —  |
| 2010–11    | Modo Hockey           | Elitserien | 43  | 1  | 2  | 3  | 95  | —  | — | — | — | —  |
| 2011–12    | Modo Hockey           | Elitserien | 50  | 2  | 9  | 11 | 62  | 6  | 0 | 0 | 0 | 14 |
| 2012–13    | Färjestad BK          | Elitserien | 54  | 2  | 7  | 9  | 94  | 10 | 0 | 1 | 1 | 32 |
| 2013–14    | Färjestad BK          | SHL        | 45  | 1  | 5  | 6  | 104 | 15 | 0 | 2 | 2 | 37 |
| 2014–15    | Färjestad BK          | SHL        | 47  | 2  | 3  | 5  | 88  | —  | — | — | — | —  |
| 2015–16    | Färjestad BK          | SHL        | 40  | 0  | 6  | 6  | 55  | 5  | 0 | 0 | 0 | 4  |
| 2016–17    | Färjestad BK          | SHL        | 40  | 3  | 3  | 6  | 76  | —  | — | — | — | —  |
| NHL totalt | NHL totalt            | NHL totalt | 163 | 4  | 8  | 12 | 296 | —  | — | — | — | —  |
| SHL totalt | SHL totalt            | SHL totalt | 319 | 11 | 35 | 46 | 574 | 46 | 1 | 3 | 4 | 95 |